# Nombre de Cullen
En matemàtiques, un nombre de Cullen és un nombre enter positiu de la forma {\displaystyle C_{n}=n\cdot 2^{n}+1}
Aquests nombres van ser estudiats per primer cop pel matemàtic James Cullen l'any 1905, i són un cas particular dels nombres de Proth.

## Nombres primers de Cullen
Un nombre primer de Cullen és un nombre de Cullen que és, a la vegada primer.
Es creu que els nombres primers de Cullen són infinits, però encara no ha estat demostrat. Tampoc se sap si existeix un nombre primer p tal que Cp sigui també primer.
A data d'agost de 2009, el nombre primer més gran conegut és el {\displaystyle 6679881\times 2^{6679881}+1}. És un nombre megaprimer (un nombre primer amb més d'un milió de xifres) que té 2.010.852 xifres i va ser descobert per un usuari de PrimeGrid del Japó.

## Generalització
Un nombre generalitzat de Cullen és aquell de la forma n · bn + 1 on n + 2 > b. Si un nombre d'aquests és alhora primer, és anomenat primer generalitzat de Cullen.
A data de febrer de 2012, el primer generalitzat de Cullen més gran conegut és el {\displaystyle 427194\times 113^{427194}+1}, de 877.069 xifres, i va ser descobert per un participant de PrimeGrid dels Estats Units.